# جيفري كين
جيفري كين (بالإنجليزية: Jeffrey Caine)‏ هو كاتب سيناريو بريطاني، ولد في 1944 في لندن الكبرى في المملكة المتحدة.

## وصلات خارجية
- جيفري كين على موقع IMDb (الإنجليزية)
- جيفري كين على موقع ألو سيني (الفرنسية)
- جيفري كين على موقع أول موفي (الإنجليزية)
- جيفري كين على موقع قاعدة بيانات الأفلام السويدية (السويدية)
- جيفري كين على موقع قاعدة بيانات الفيلم (الإنجليزية)
- جيفري كين على موقع كينوبويسك (الروسية)